# Antiblemma bistriga
Antiblemma bistriga är en fjärilsart som beskrevs av Heinrich Benno Möschler 1886. Antiblemma bistriga ingår i släktet Antiblemma och familjen nattflyn. Inga underarter finns listade i Catalogue of Life.